# Калібрувальна інваріантність
Калібрува́льна інваріа́нтність — вимога незалежності фізичних теорій від певних перетворень, які відображають приховану симетрію фізичних полів. Поняття калібрувальної інваріантності важливе для сучасної фізики, оскільки допомагає навести порядок у великій різноманітності елементарних частинок.
Перетворення, щодо яких вимагається інваріантність фізичних теорій, називають калібрувальними перетвореннями, а самі такі теорії калібрувальними.
Прикладом калібрувальних перетворень є множення хвильової функції на довільне комплексне число з модулем, рівним одиниці, тобто число виду {\displaystyle e^{i\alpha }}. Оскільки значення спостережуваних фізичних величин у квантовій механіці отримують як матричні елементи, в які входить добуток хвильової функції на комплексно спряжену, таке перетворення нічого не змінює в фізичних результатах теорії. Тобто, мовою математики та теоретичної фізики, квантова механіка є калібрувальною теорією щодо перетворень групи симетрії U(1).

## Калібрувальна інваріантність електромагнітних полів
| Симетрія у фізиці            | Симетрія у фізиці                 | Симетрія у фізиці            |
| Перетворення                 | Відповідна інваріантність         | Відповідний закон збереження |
| ---------------------------- | --------------------------------- | ---------------------------- |
| ⭥Трансляції часу             | Однорідність часу                 | …енергії                     |
| ⊠ C, P, CP і T-симетрії      | Ізотропність часу                 | …парності                    |
| ⭤ Трансляції простору        | Однорідність простору             | …імпульсу                    |
| ↺ Обертання простору         | Ізотропність простору             | …моменту імпульсу            |
| ⇆ Група Лоренца (бусти)      | Відносність Лоренц-коваріантність | …руху центра мас             |
| ~ Калібрувальне перетворення | Калібрувальна інваріантність      | …заряду                      |

В електродинаміці калібрувальна або градієнтна інваріантність вимагається щодо перетворень, які здійснюються над потенціалами електромагнітного поля — заміни
{\displaystyle \mathbf {A} ^{\prime }=\mathbf {A} +\nabla f},
{\displaystyle \varphi ^{\prime }=\varphi -{\frac {1}{c}}{\frac {\partial f}{\partial t}}},
де {\displaystyle \mathbf {A} } — векторний потенціал, {\displaystyle \varphi } — потенціал електричного поля, c — швидкість світла у вакуумі, f — довільна функція від просторових змінних і часу.
За вказаної вище заміни не змінюються значення напруженості електричного поля і магнітної індукції, які визначаються формулами:
{\displaystyle \mathbf {E} =-\nabla \varphi -{\frac {1}{c}}{\frac {\partial \mathbf {A} }{\partial t}}}.
{\displaystyle \mathbf {B} ={\text{rot}}\;\mathbf {A} }.
Таким чином, калібрувальна інваріантність вимагає, щоб дійсними фізичиними величинами в теорії були електричне і магнітне поле, а не значення їхніх потенціалів.
На практиці калібрувальна інваріантність допомагає вибрати потенціали в такій формі, щоб занулити певні члени в рівняннях. Використовується кулонівське калібрування або лоренцівське калібрування (дивіться Калібрування_векторного_потенціалу#Приклади_калібрувань). Потенціал електричного поля здебільшого вибирають так, щоб він дорівнював нулю на нескінченості.
За теоремою Нетер наслідком калібрувальної інваріантності є закон збереження електричного заряду. Теореми Нетер встановлюють закони збереження й умови зв'язку, які слідують з інваріантності продукуючого функціоналу (функціоналу дії)
{\displaystyle S=\int L(\psi ;\psi _{\mu })dx}
системи полів {\displaystyle \{\psi ^{a}(x)\}} відносно {\displaystyle r}-параметричної групи Лі внутрішніх симетрій {\displaystyle G} та локальної групи {\displaystyle G(X)}, яка отримується з {\displaystyle G} заміною параметрів {\displaystyle \omega ^{m}} групи {\displaystyle G} функціями координат {\displaystyle \omega ^{m}(x),\,\,x\in X.}